# Gold - The Ultimate Collection
Gold - The Ultimate Collection —o simplemente Gold— es un álbum recopilatorio de la banda alemana de hard rock y heavy metal Scorpions, publicado en 1996 por EMI Records solo en Asia. De acuerdo con el periódico malayo New Straits Times, su lanzamiento se debió a que el sello quiso aprovechar el éxito que estaba teniendo la banda en los países del Sudeste asiático tras la publicación de Pure Instinct, llamada por la misma publicación como la «Scorpiomanía». Consiste en dieciséis canciones, principalmente power ballads, tomadas desde el álbum Lovedrive (1979) hasta el sencillo «White Dove» de 1995.
Como lo esperaba el sello, el álbum logró un positivo éxito comercial en esa región asiática, pues alcanzó el puesto 1 en la lista de Malasia y el 5 en la de Singapur. Para mayo de 1997 se habían vendido más de 700 000 copias en el mercado asiático.

## Lista de canciones
| N.º | Título                         | Escritor(es)                                      | Duración |  |
| 1.  | «Still Loving You»             | Rudolf Schenker, Klaus Meine                      |          |  |
| 2.  | «Under the Same Sun»           | Meine, Bruce Fairbairn, Mark Hudson               |          |  |
| 3.  | «Always Somewhere»             | Schenker, Meine                                   |          |  |
| 4.  | «No One Like You»              | Schenker, Meine                                   |          |  |
| 5.  | «Blackout»                     | Schenker, Meine, Herman Rarebell, Sonja Kittelsen |          |  |
| 6.  | «Is There Anybody There?»      | Schenker, Meine, Rarebell                         |          |  |
| 7.  | «Send Me an Angel»             | Schenker, Meine                                   |          |  |
| 8.  | «Wind of Change»               | Meine                                             |          |  |
| 9.  | «Rock You Like a Hurricane»    | Schenker, Meine, Rarebell                         |          |  |
| 10. | «Rhythm of Love»               | Schenker, Meine                                   |          |  |
| 11. | «Big City Nights»              | Schenker, Meine                                   |          |  |
| 12. | «White Dove»                   | Gábor Presser, Anna Adamis                        |          |  |
| 13. | «Holiday»                      | Schenker, Meine                                   |          |  |
| 14. | «Believe In Love»              | Schenker, Meine                                   |          |  |
| 15. | «Lady Starlight»               | Schenker, Meine                                   |          |  |
| 16. | «When the Smoke is Going Down» | Schenker, Meine                                   |          |  |

## Posicionamiento en listas musicales
| País     | Lista       | Posición |
| -------- | ----------- | -------- |
| Malasia  | RIM Charts  | 1        |
| Singapur | RIAS Charts | 5        |